# Живко Карадалиев
Живко Карадалиев (18 юни 1933 – 4 април 2014) е български футболист, полузащитник и нападател. Един от изявените играчи в историята на Миньор (Перник). За клуба има общо 185 мача и 38 гола в шампионата. Играл е също в Беласица (Петрич), Червено знаме (София), Ботев (Пловдив) и Спартак (Пловдив).

## Биография
Родом от Петрич, Карадалиев започва кариерата си на 16-годишна възраст в местния Беласица. През 1951 г. преминава в отбора на Червено знаме (София), с когото дебютира в А група. Изиграва първия си мач в елитното първенство на 20 юни 1951 г. срещу Миньор (Перник), като срещата завършва 0:0.
В началото на 1952 г. Карадалиев преминава в Миньор. През първия си сезон в клуба изиграва 7 мача, но през 1953 г. вече се утвърждава като основен футболист. Записва 98 мача и бележи 21 гола в А група.
През 1957 г. става част от отбора на Ботев (Пловдив). За близо 2 години изиграва 33 мача и вкарва 8 попадения. След това играе един сезон в Спартак (Пловдив).
През лятото на 1959 г. Карадалиев се завръща в Миньор. Играе още четири години преди да сложи край на кариерата си, като в тях записва 67 мача с 11 гола в А група и 20 мача с 6 гола в Б група.

## Статистика по сезони
| Сезон    | Отбор         | Първенство | Мачове | Голове |
| -------- | ------------- | ---------- | ------ | ------ |
| 1951     | Червено знаме | А група    | ?      | ?      |
| 1952     | Миньор        | А група    | 7      | 0      |
| 1953     | Миньор        | А група    | 25     | 7      |
| 1954     | Миньор        | А група    | 24     | 5      |
| 1955     | Миньор        | А група    | 25     | 7      |
| 1956     | Миньор        | А група    | 17     | 2      |
| 1957     | Ботев (Пд)    | А група    | 20     | 3      |
| 1958     | Ботев (Пд)    | А група    | 10     | 5      |
| 1958/ес. | Ботев (Пд)    | А група    | 3      | 0      |
| 1958/59  | Спартак (Пд)  | А група    | 11     | 1      |
| 1959/60  | Миньор        | А група    | 22     | 5      |
| 1960/61  | Миньор        | А група    | 20     | 5      |
| 1961/62  | Миньор        | А група    | 25     | 1      |
| 1962/63  | Миньор        | Б група    | 19     | 6      |
| 1963/64  | Миньор        | Б група    | 1      | 0      |

## Треньорска кариера
След края на състезателната си кариера работи като треньор в Миньор (Перник), Пирин (Благоевград), Металург (Перник) и кувейтския Ал Ажахра.